# Emotionssociologi
Emotionssociologin – även emotionernas sociologi – är en gren inom sociologin som studerar känslor som sociala företeelser. Synen på känslor som sociala företeelser medför att den cartesianska uppdelningen mellan kropp och själ överskrids. Ett antagande inom emotionssociologin är beaktandet att känslor inte bara är viktigt för att förstå individer och social interaktion utan även för att förstå det som händer på högre abstraktionsniåer, som att förstå samhällsutveckling eller gruppbildning.

## Historik
Redan inom den tidiga sociologin intresserade man sig för känslors och emotioners roll för människors handlingar och sammanhållningen inom en social grupp. Först på 1970-talet växte detta intresse ut till en egen gren och eget forskningsfält inom sociologin. Bland annat började man studera känslornas betydelse för både det rationella handlandet och i kopplingarna mellan strukturer och aktörer, på mikro- och makronivå. Forskningsfältet uppstod i reaktion mot en då förhärskande forskning med kognitivt fokus.
Forskare inom emotionssociologi inkluderar Arlie Russell Hochschild och Thomas J. Scheff. Hochschild, en av pionjärerna inom forskningsfältet, har bland annat myntat begreppen emotionellt arbete, känslomässigt arbete och känsloregler. Andra pionjärinsatser gjordes av amerikanerna Randall Collins och E. Doyle McCarthy.
Numera (21:a seklet) har emotionssociologin etablerats som teoretiskt perspektiv inom samhällsvetenskaperna. Här inkluderas forskning som rör ekonomi och yrken, politik och vardagsliv, organisationer och sociala rörelser, kultur i allmänhet eller i samband med internet. Bland de nutida spörsmålen som väckt stort intresse finns förhållanden mellan emotioner och rationalitet, emotionshantering/emotionsarbete, emotionella regimer och känsloregler, emotioners påverkan på sociala förändringar och individuella alternativt kollektiva känslor. 

## Tre grenar
Tre olika teoretiska huvudriktningar förekommer inom emotionssociologin. Dessa kan definieras som:
- Positivism (bland annat hos Collins) – fokus på att förklara emotioner och grader av "emotionell energi", via identifierande av sociala strukturer och interaktionsmönster.
- Symbolisk interaktionism (exempelvis Hochschild) – fokus på känsloregler (kulturella normer för emotionellt beteende) påverkar den kognitiva kontrollen av emotionerna.
- Socialkonstruktivism (inklusive McCarthy) – fokus på sociala definitioner av emotioner.